# 岩手県立伊保内高等学校
岩手県立伊保内高等学校（いわてけんりついぼないこうとうがっこう）は、岩手県九戸郡九戸村大字伊保内第1地割に所在する公立の高等学校。

## 設置学科
- 普通科

## 沿革
- 1949年（昭和24年）4月1日：岩手県立福岡高等学校伊保内分校（夜間）として開校。
- 1962年（昭和37年）4月1日：昼間制に変更。
- 1971年（昭和46年）4月1日：全日制に移行。
- 1973年（昭和48年）4月1日：岩手県立伊保内高等学校に改称[1]。

## 主な卒業生
- 石野文香 - 小説家（第八回小学館文庫小説賞）
- 風張蓮 - プロ野球選手（東京ヤクルトスワローズ→横浜DeNAベイスターズ投手）
- 橋本卓也 - バレーボール選手（元FC東京バレーボールチーム）